# Соколові Скелі
Соколо́ві Ске́лі — орнітологічний заказник загальнодержавного значення в Україні. Розташований в Ужгородському районі Закарпатської області, неподалік від села Липовець. 
Площа 605,6 га. Створений 1978 року. Перебуває у віданні ДП «Перечинське ЛГ». 
На схилах гірського масиву Рівна (максимальна висота — 1479 м) охороняється ділянка букового лісу з домішкою ялини, явора і ясена, яка є місцем оселення багатьох видів птахів. У північній та східній частинах заказника на стрімких оголених скелях гніздяться хижі птахи, зокрема й такі, що занесені до Червоної книги України: орлан-білохвіст, беркут, орел-карлик, стерв'ятник, змієїд, сокіл-сапсан, пугач, сичик-горобець.